# Pedro Cándido

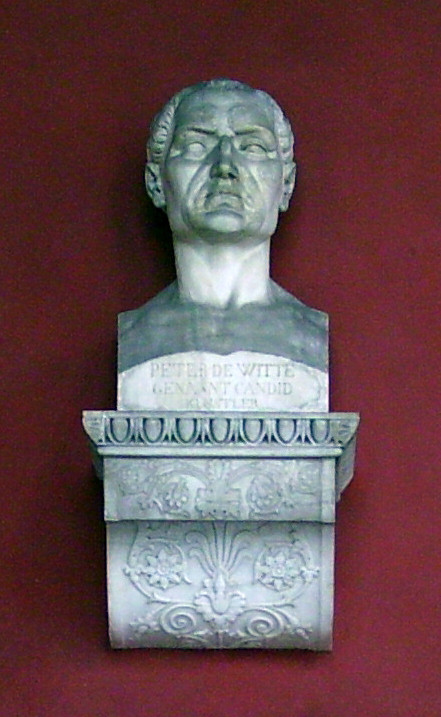
Busto en Ruhmeshalle

Pedro Cándido o Pedro el Blanco (Brujas, 1548-Múnich, 1628) fue un pintor manierista y tapicero flamenco activo en Italia (Florencia, Roma) y Baviera. En homenaje suyo, hay una estación en el metro de Múnich (Candidplatz).
Su padre era tapicero en Flandes y su familia se mudó a Florencia. Su apellido original sería de Wit o de Witte y cambió a Candido en Italia.
Según Karel van Mander, fue alumno y colaborador de Giorgio Vasari, y maestro de Johann Ulrich Loth.
Se casó y tuvo 5 hijos, su hijo Wihelm fue también pintor y una hija suya se casó con el grabador Philippe Sadeler.